# 고산장대속
고산장대속은 배추과의 한 속이다.
전통적으로 구세계와 신세계에 걸쳐 많은 종을 거느린, 매우 큰 속으로 취급했으나, 유전 정보를 바탕으로 최근 이들 종 사이의 친연 관계에 대해 수행한 평가에 따라 크게 두 부류로 나누게 되었다. 이 두 부류가 친연 관계가 아니라는 것이 밝혀져서 결국 고산장대속은 두 속으로 쪼개진다. 구세계 서식 고산장대속 식물은 그대로 고산장대속으로 분류되었으나, 신세계 서식 고산장대속 식물은 일부를 빼고는 뵈체라속(Boechera)으로 새롭게 분류되었다.
이 속 식물은 한해살이풀이거나 여러해살이풀이며, 키는 10~80센티미터쯤 되고, 대개 털이 빽빽하게 나고, 잎은 가장자리가 밋밋하고 열편 조각들이 1~6센티미터 길이이다. 꽃은 흰색이고, 꽃잎이 네장이다. 열매는 길고 홀쭉한 삭과로 씨가 10~20개 들었다.
몇몇 종, 특히 A. alpina는 정원에서 관상식물로 기르지만, 대개의 종들은 잡초로 취급된다.

## 한국 서식 종
- 참장대나물(Arabis columnalis Nakai)
- 자주장대나물(Arabis coronata Nakai for. coronata)
  - 흰장대나물(Arabis coronata for. leucantha Nakai)
- 산장대(Arabis gemmifera (Matsum.) Makino)
- 장대나물(Arabis glabra Bernh.)
- 털장대(Arabis hirsuta (L.) Scop.)
- 주걱장대(Arabis ligulifolia Nakai)
- 묏장대(Arabis lyrata L.)
- 느러진장대(Arabis pendula L.)
- 바위장대물(Arabis serrata Franch. & Sav.)
- 갯장대(Arabis stelleri DC.)
- 섬장대(Arabis takesimana Nakai)